# David Goodier
David Goodier (Wiltshire, 13 settembre 1954) è un bassista inglese.

## Biografia
David Goodier è un bassista britannico del gruppo progressive rock inglese Jethro Tull.
Nel 2012 ha partecipato alla realizzazione dell'album di Ian Anderson Thick as a Brick 2, sequel dello storico album dei Jethro Tull Thick as a Brick (1972) e nel 2014 è nuovamente presente nel sesto disco solista di Anderson Homo Erraticus.

## Discografia

### Con Ian Anderson
- Rupi's Dance (2003)
- Ian Anderson Plays the Orchestral Jethro Tull (2005)
- Thick as a Brick 2 (2012)
- Homo Erraticus (2014)
- Thick as a Brick - Live in Iceland (2014)

### Con i Jethro Tull
- Jethro Tull Live - Christmas at St Bride's 2008 - Jethro Tull (2009)
- Live at AVO Session Basel - Jethro Tull (2009)
- The Zealot Gene - Jethro Tull (2022)
- RökFlöte - Jethro Tull (2023)
- Curious Ruminant - Jethro Tull (2025)